# Memphis Belle (film)
 For alternative betydninger, se Memphis Belle. (Se også artikler, som begynder med Memphis Belle)
Memphis Belle er en krigsfilm fra 1990, instrueret af Michael Caton-Jones. I hovedrollerne ses Matthew Modine og Eric Stoltz, med Harry Connick Jr. som debutant. Det er en dramatisering af dokumentarfilmen Memphis Belle: A Story of a Flying Fortress fra 1943 af filminstruktøren William Wyler, der handler om det amerikanske B-17 Flying Fortress Memphis Belles 25. og sidste togt d. 17. maj 1943. Memphis Belle var udstationeret i Sydengland under 2. verdenskrig. 1990-filmen blev produceret af Wylers datter Catherine og er tilegnet faderen. Oprindeligt skulle filmen omhandle en Lancaster-besætning fra RAF Bomber Command, men der var kun ét flyvedygtigt eksemplar i verden, det ville blive svært at filme natflyvninger og der var flere midler til rådighed ved at ændre til et amerikansk fly.
Memphis Belle var en F-model, men blev spillet af en Boeing B-17G (Sally B) der havde et hagetårn til beskyttelse mod frontalangreb. Dette blev fjernet til filmoptagelserne og flyet blev kamufleret olivengrønt. De oprindelige B-17G'ere var umalede, da Luftwaffe ikke havde kapacitet til at bombe flybaserne senere i krigen. I alt fem veteran-bombefly deltog; to fra USA, et fra England og to fra Frankrig. Et af de franske B-17'ere forulykkede uden alvorlige personskader i løbet af optagelserne. Derudover blev der anvendt radiostyrede modelfly i 1/6 størrelse.

## Handling
Filmen handler om besætningen på B-17 bombeflyet Memphis Belle, der som de første i USAAF ser ud til at overleve deres 25. bombetogt. Hvis de overlever skal de turnere rundt i USA, for at få amerikanerne til at finansiere krigen. Presseofficeren oberstløjtnant Bruce Derringer (John Lithgow) ønsker at fejre dette med en fest før deres sidste mission, men bombeflybesætningerne er overtroiske, og deres øverste chef oberst Craig Harriman (David Strathairn) er imod særbehandling.
Alle håber at det sidste togt går til Frankrig, men målet er Bremen. Forrige gang Bremen blev angrebet gik en fjerdedel af styrken tabt. I 1943 blev bombeflyene eskorteret af P-47 Thunderbolt-jagerfly et stykke ad vejen, men i filmen bliver de eskorteret af P-51D Mustanger der kunne flyve helt til Berlin. Disse kom først senere, så i filmen vender de om før tid.
Hjemme på basen læser Bruce Derringer breve fra de pårørende til dræbte besætningsmedlemmer, og ændrer opfattelse af basechefen (Brevene var originale, oprindeligt sendt til RAF Bomber Command).
Efter at eskorteflyene er vendt om, kaster Luftwaffes jagerfly sig over bombeflyene. Formationens leder Windy City bliver skudt ned, den næstkommanderende C-Cup bliver kraftigt beskadiget, så Memphis Belle bliver førerfly. Da formationen når Bremen, overtager det tyske antiluftskyts. På grund af skyer kan bombekasteren Val ikke se målet og formationen bliver tvunget til at overflyve målet igen. Andenpiloten 'låner' agterskyttens maskingeværer og nedskyder en Me 109, desværre så den kolliderer med Mother and Country. På den anden overflyvning kaster de bomberne. Radiotelegrafisten Danny bliver hårdt såret under beskydningen og besætningen overvejer at nedkaste ham i faldskærm, så han som krigsfange kan få lægehjælp. På tilbagevejen bliver den ene motor skudt i brand og de bliver nødt til at dykke flyet, for at slukke ilden. Memphis Belle må humpe hjem og kort før landingen må besætningen udsætte landingsstellet med håndkraft. Danny blev ikke kastet ud og vågner tidsnok til at Bruce kan få sit gruppebillede.

## Medvirkende
- Captain Dennis Dearborn (Matthew Modine), kaptajn. En humørforladt perfektionist, der arbejdede i møbelbranchen før krigen. Han navngav flyet efter sin kæreste Margaret K. Polk fra Memphis.
- First Lieutenant Luke Sinclair (Tate Donovan), andenpilot. En sorgløs, tidligere livredder som mener at han burde flyve jagerfly. Han overtaler agterskytten til at lade ham affyre nogle skud i kamp.
- Lieutenant Phil Lowenthal (D. B. Sweeney), navigatør. Phil har en dårlig fornemmelse med den sidste mission og er overbevist om at han vil dø. Han er plakatfuld ved mønstringen og uddeler sit jordiske gods til de andre.
- Lieutenant Val Kozlowski (Billy Zane), bombekaster. Mens alle tror at den selvsikre Val er læge, finder de senere ud af at han kun har fulgt to uger på medicinstudiet.
- Technical Sergeant Danny "Danny Boy" Daly (Eric Stoltz), radiotelegrafist. Danny er en seriøs irsk-amerikaner, redaktør på skolebladet, bestod med topkarakterer og meldte sig efter eksamen. Han tager billeder og skriver poesi.
- Technical Sergeant Virgil "Virgin" Hoogesteger (Reed Diamond), flymaskinist. Virgil arbejdede for sin families restaurant og planlægger at åbne en kæde af burger-restauranter efter krigen, trods kammeraternes advarsler.
- Sergeant Richard "Rascal" Moore (Sean Astin), bugskytte. Den lavstammede Rascal anser sig selv som Guds gave til kvinderne og elsker at drille sine kammerater, specielt Virgil. Hans største problem er at hans kugletårn har en tendens til at sidde fast i kamp.
- Sergeant Eugene "Genie" McVey (Courtney Gains), højre sideskytte. Den religiøse og meget overtroiske irsk-amerikaner Genie har en amulet med helgenen Antonius Patavinus med sig.
- Sergeant Jack Bocci (Neil Giuntoli), venstre sideskytte. Den opfarende bølle fra Chicago anses kun at tænke på sig selv, men er overraskende flink overfor sin skyttekollega Genie.
- Sergeant Clay Busby (Harry Connick, Jr.), agterskytte. Efter at hans far tabte slægtsgården i poker, måtte den lakoniske Clay tjene til føden ved at spille klaver på et bordel i New Orleans. Han er en talentfuld sanger og synger "Danny Boy" ved festen før deres sidste bombetogt. Da han selv er af spillernatur, bliver han ofte spurgt om oddsene for at overleve dagens togt.

____
- F-AZDX spillede Mother and Country[1].
- F-BEEA spillede Baby Ruth (havarerede)[2].
- G-BEDF spillede My Zita, Lady Jane, Gee Whiz og Windy City.
- N17W spillede C-Cup.
- N3703G spillede Memphis Belle og Mary Lou.
- Mindst fire P-51D Mustanger (G-HAEC, G-SUSY, N167F mm.).
- B-25N Mitchell kamerafly (N1042B).
- C-47A Skytrain (G-DAKS).
- Tre Hispano Aviación HA-1112 (Buchon), der spillede tyske Messerschmitt Bf 109G-jagerfly

## Memphis Belle
Alle de strabadser Memphis Belle kommer ud for i filmen, er et potpourri af hendes 25 bombetogter. På et halvt år fik hun udskiftet ni motorer, to halesektioner, begge vinger og landingsstellet. Oprindeligt skulle filmen have det fiktive navn Southern Belle, for at undgå søgsmål fra den oprindelig besætning, men filmselskabet fik lov til at anvende navnet af alle besætningsmedlemmerne. Disse var Robert K Morgan (kaptajn), James Verinas (andenpilot), Charles Leighton (navigatør), Vince Evans (bombekaster), Robert Hanson (radiotelegrafist), Leviticus "levy" Dillon, Eugene Adkins, og Harold Loch (flymaskinister), Cecil Scott (bugskytte), E. Scott Miller og Casimer Nastel (højre sideskytter), Claence "Bill" Winchel (venstre sideskytte) og John Quinlan (agterskytte).